# 康天爵
康天爵（1489年—？年），字汝修，山西平阳府臨汾縣人，軍籍。

## 生平
治《礼记》，由國子生中式丁卯科（1507年）山西鄉試第五名舉人，年三十五歲中式嘉靖二年（1523年）癸未科會試第三百二十七名，第三甲第一百七十五名進士。授陕西鄠县知县，擢监察御史，遷德安府同知，嘉靖十二年（1533年）五月升山东按察司佥事。官至陕西布政使司参议。

## 家族
曾祖康励。祖父康子厚。父康鋐，监生。母羅氏。慈侍下。兄天璽；弟天濟、天澤、天壽。